# 交響曲第1番 (別宮貞雄)
交響曲第1番は、別宮貞雄が1961年に作曲した交響曲。演奏時間は約34分。

## 作曲の経緯
1961年に日本フィルハーモニー交響楽団が主催する日フィル・シリーズ第7作として作曲され、1962年1月18日に渡辺暁雄が指揮した日本フィルハーモニー交響楽団の定期演奏会で初演された後作曲者の妻に捧げられた。
当初は各楽章に人間の精神や別宮の母校の教育方針を反映した副題が付けられていたが、それらが付けられたままであると副題の世界観にとらわれる恐れがあると考えたため、出版時に削除された。なお第2楽章と第4楽章の主題は先に作曲していた記録映画『南極大陸』の音楽に基づいている。

## 楽器編成
ピアノ、ハープ、チェレスタを含む3管編成による。

## 楽曲構成
第1楽章 Allegro moderato
ソナタ形式。初演時の副題は「あこがれ」。ホルンと低弦を伴い、ヴァイオリンが半音階かつフリギア音階的なマーラー風の第1主題を提示する。その後フルートによる神秘的な旋律を経て弦に日本民謡的な第2主題が現れる。しばらくするとメシアンのトゥーランガリラ交響曲に類似した半音階的な旋律が奏され、やがて展開部に至る。展開部は第1主題を中心としており、ホルンによる第1主題の再現やしたりメシアン風の旋律の再現等が行われる。コーダは第1主題を奏した後ニ長調で終止する。
第2楽章 Allegro vivace
初演時の副題は「たたかい」。ABABCAからなる序奏とコーダを含むロンド形式的なスケルツォで、矢代秋雄の交響曲とストラヴィンスキーの『春の祭典』を下敷きにしている。まずヴィオラの旋律を伴いバスクラリネットが六音階を奏する。その後序奏動機を基にした半音階的な旋律が現れる。
第3楽章 Lento
初演時の副題は「なげき」。構成はABCABCABCA。ヴィオラとチェロが減4度の主題を提示した後、不協和音的な音階が加わり、第1ヴァイオリンによる発展を経てファゴットによるB主題が現れ、その後フルートに5音階の民謡的なC主題が現れる。これらの主題は何れも2回以上変奏されながら再現される。コーダはA主題に基づいており、変ホ短調で曲を閉じる。
第4楽章 Allegro con brio
ソナタ形式。初演時の副題は「そしてまた」。作曲者によれば「行動的な日常生活」を描いたという。ヴァイオリンがルーセルを思わせる行進曲風の第1主題を提示し、その後木管とトランペットが重要な旋律を奏でる。第2主題はロ調と嬰ヘ調を核とする哀愁的なものである。展開部は第1主題およびスケルツォ主題に基づいており、これの終了と同時に圧縮された再現部に移行する。再現部ではスケルツォ、第2主題が順に奏された後、コーダに移行して第1主題を再現し、テンポを速めた後一旦終止する。やがて第1主題が回帰し、生のドラマが現れた後曲を閉じる。